# Cișkî, Busk
Cișkî (în ucraineană Чішки) este un sat în comuna Kutî din raionul Busk, regiunea Liov, Ucraina.

## Demografie
Componența lingvistică a localității Cișkî
     Ucraineană (99,52%)
     Alte limbi (0,48%)
Conform recensământului din 2001, majoritatea populației localității Cișkî era vorbitoare de ucraineană (99,52%), existând în minoritate și vorbitori de alte limbi.